# 激イタ珍道中
『激イタ珍道中』（げきイタちんどうちゅう）とは、相席スタートの山添寛とインディアンスの田渕章裕がパーソナリティを務め、ザ・森東をキーステーションにお送りするラジオ番組である。
更新は毎週金曜18時。放送時間は約30分ほどで、リスナーの総称は「イタちゃん」

## 概要
2021年10月1日に第1回の放送を開始。基本的にコーナー等はなく、二人のトークを中心に配信を行っていた。
同じくザ・森東をキーステーションにお送りするアーバンブルーラジオは兄弟番組になり、ザ・森東をキーステーションとするラジオ番組としては2番組目となる。
2023年3月17日には、初となる「激イタ珍道中LIVE～1発目は渋谷で中。反響次第で最後で中～」のイベントを開催。
2023年4月14日放送分で最終回を発表。両人が忙しくなり、スケジュールの確保が難しくなったことが主な理由であると説明。約1年半に及ぶ放送に幕を閉じた。今後については、単発での配信やイベント開催の可能性はあると示唆した。

## 出演者
パーソナリティ
- 相席スタート 山添寛
- インディアンス 田渕章裕

過去のゲスト
- さらば青春の光 森田哲矢（第1回）
- アイちゃん[2]（第44回 - 45回）
- 納言 御幸（第48回 - 49回）
- ハコ[3]（第54回）
- インディアンス きむ（第64回）